# Struvenhütten
Struvenhütten là một đô thị ở huyện Segeberg, bang Schleswig-Holstein Segeberg, ở bang Schleswig-Holstein, Đức. Đô thị Struvenhütten có diện tích 12,88 km², dân số thời điểm ngày 31 tháng 12 năm 2006 là 1057 người.